# Thalamophyllia riisei
Espèce
Statut CITES
Thalamophyllia riisei est une espèce de coraux appartenant à la famille des Caryophylliidae.